# 北見瀧之上站

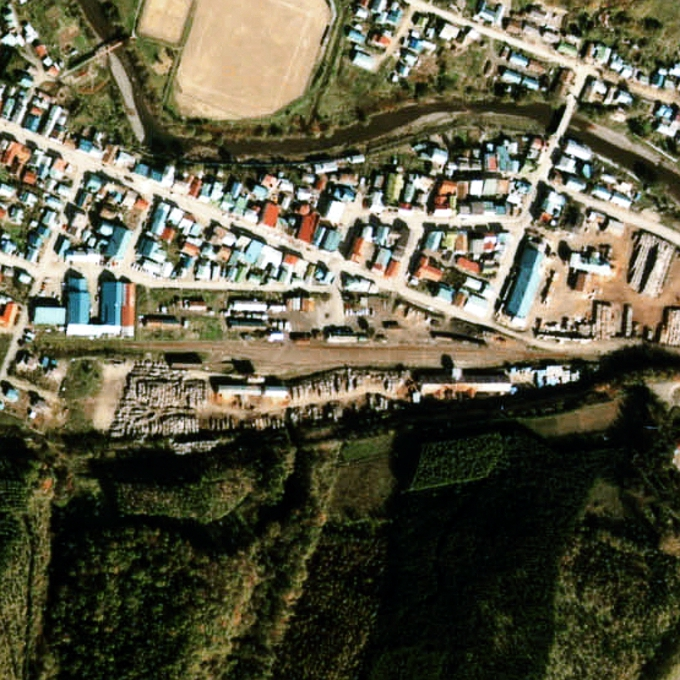
1978年的北見瀧之上站與方圓約500米範圍。右邊是渚滑方向。圖中可看見1面1線的單式月台，在車站大樓旁邊設有貨物月台和引込線，也設有數條分揀線，車站後方還有轉車盤和車庫。

北見瀧之上站（日语：／ Kitami-Takinoue eki */?）是位於北海道紋別郡瀧上町榮町，日本國有鐵道（國鐵）的渚滑線車站（廢除前為終點站，廢站）。隨著渚滑線廢線，車站在1985年（昭和60年）4月1日廢除。

## 歷史
- 1923年（大正12年）11月5日 - 鐵道省渚滑線渚滑站至此站之間開通，此站啟用[2]。當時為一般車站。
- 1949年（昭和24年）6月1日 - 日本國有鐵道成立，成為日本國有鐵道車站。
- 1954年（昭和29年） - 部分車站大樓位置翻新[3]。
- 1970年（昭和45年） - 車站商店結業[3]。
- 1978年（昭和53年）12月1日 - 結束處理貨物。
- 1984年（昭和59年）2月1日 - 結束處理行李。
- 1985年（昭和60年）4月1日 - 渚滑線全線廢除，此站也廢除[1]。

### 站名的由來
車站名稱取自所在地名（町名）。由於啟用時，夕張線（現：石勝線）已經設有瀧之上站，因此此站站名冠上舊國名「北見」。

## 車站構造
截至車站廢除前，車站是一座地面車站，設有1面1線的單式月台。從車站啟用至廢站時都是渚滑線的終點站。月台位於路軌北邊（北見瀧之上方向的列車會開啟右邊車門）。在渚滑一方設有路軌分支，連接車站大樓東邊的貨物月台（缺角式月台）和1條舊貨物側線。在貨物側線前方設有路軌分事，連接站內南邊的著發線（引上線）（舊4號月台），在該引上線中途設有分支，連接車廠線和轉車盤。曾經由於站內設有貨運列車行走，因此站內範圍較大。在貨運頂盛時期的1955年（昭和30年），站內設有5號線，當時設有貨物線和積卸線。截至1983年（昭和58年），大部分側線已經撤走。
此站是職員配置站。車站大樓位於站內北邊，鄰接月台中央。在車站啟用時，設有較大的車站大樓，大樓使用木砂漿建成。
貨運列車中，主要運送原木。在結束處理貨物後，站內周邊仍然有木廠。

## 現況
舊站的車站大樓變成了瀧上町的「北見瀧之上站舍紀念館」。車站大樓遷移至南邊（靠山一方），大樓內展出了當時的時間表、站名牌、方向幕、車票和鐵路用品等渚滑線相關展品。在大樓外保留了一小段路軌和鐵路標籤。在站內也展出了經典貨車移動機車。
站前迴旋路也復原。該處設置了「瀧上」巴士站，停靠的巴士路線包括渚滑線廢除替代巴士等北紋巴士路線，可前往旭川和札幌方向。
此外截至1997年（平成9年）11月，瀧上市區內渚滑線路段中的鐵橋「虹之橋」變成了觀光觀景台。在春天可在該處觀賞針葉天藍繡球。

## 使用狀況
- 截至1981年度（昭和56年度），1日上下車人次為89人[6]。

## 車站周邊
- 北海道道61號士別瀧之上線（日语：北海道道61号士別滝の上線）
- 國道273號（渚滑國道）
- 瀧上町公所
- 瀧上町文化中心、圖書館
- 瀧上神社
- 渚滑川（日语：渚滑川）
- 瀧上公園 - 針葉天藍繡球盛開勝地。
- 錦仙峽（瀧上溪谷） - 該處設有白亞瀑布、蛟龍瀑布、白馬瀑布、洛陽瀑布等。
- 溪谷公園 - 該處可釣魚。
- 鄉土資料館 - 9600形蒸氣機車39628號機[11]。該機車連結了キ100形（日语：国鉄キ100形貨車）犁式除雪車Ki277號機，兩架車輛在該處靜態保存[12]。該處也展出了渚滑線的方向牌和鐵路模型。
- 道之驛香之里瀧之上（日语：道の駅香りの里たきのうえ） - 在渚滑線廢線後開設。部分用地使用了路軌遺址。
- 陽殖園

## 相鄰車站
日本國有鐵道
渚滑線
濁川－北見瀧之上

## 注腳
1. 1 2  “駅舎をカメラにおさめる鉄道マニアたち 渚滑線”. 北海道新聞 (北海道新聞社). (1985年3月29日)
2. ↑   第1版. 札幌市: 日本國有鐵道北海道總局. 1973-03-25: 202. ASIN B000J9RBUY （日语）.
3. 1 2 3 4 5 6  書籍《終着駅 国鉄全132》（雄雞社，1980年10月發行）24-25頁。
4. ↑   第1版. 札幌市: 日本國有鐵道北海道總局. 1973-03-25: 202. ASIN B000J9RBUY （日语）.
5. ↑  札幌鉄道局編 (编). . 北彊民族研究会. 1939: 95. NDLJP: 1029473 （日语）.
6. 1 2 3 4 5 6 7  書籍《国鉄全線各駅停車1 北海道690駅》（小學館，1983年7月發行）215頁。
7. ↑  書籍《廃線終着駅を訊ねる 国鉄・JR編》（著：三宅俊彥，JTB出版，2010年4月發行）44-45頁。
8. 1 2  書籍《全国保存鉄道III 東日本編》（監修：白川淳，JTB出版，1998年11月發行）54頁。
9. 1 2  書籍《鉄道廃線跡を歩くV》（JTB出版，1998年6月發行）22頁。
10. ↑  書籍《北海道の鉄道廃線跡》（著：本久公洋，北海道新聞社，2011年9月發行）171頁。
11. ↑  書籍《蒸気機関車完全名鑑 ビジュアル改訂版》（廣濟堂Best Book，2011年1月發行）42頁。
12. ↑  書籍《全国保存鉄道III 東日本編》（監修：白川淳，JTB出版，1998年11月發行）53頁。